# محوطه جنگلبانی ویلنگ
محوطه جنگلبانی ویلنگ مربوط به دوران پیش از تاریخ ایران باستان است و در شهرستان ایلام، منطقه ویلنگ، شمال جاده قدیم ایلام به شیر واقع شده و این اثر در تاریخ ۱۴ مرداد ۱۳۸۲ با شمارهٔ ثبت ۹۵۴۵ به‌عنوان یکی از آثار ملی ایران به ثبت رسیده‌است.